# تحلیل رفتار کاربردی
تحلیل رفتار کاربردی یا مهندسی رفتاری یک فن علمی برای تغییر رفتارهای مهم اجتماعی به وسیله‌ی رویکردهای تجربی است. در این فن از شرطی‌سازی فعال و شرطی‌سازی کلاسیک برای تغییر رفتار اجتماعی استفاده می‌شود. تحلیل رفتار کاربردی یکی از انواع تحلیل رفتاری است. از دیگر انواع این فن می‌توان به رفتارگرایی رادیکال و تحلیل رفتاری تجربی اشاره کرد. از این اصطلاح به عنوان جایگزینی برای اصطلاح قدیمی‌تر اصلاح رفتار استفاده می‌شود.

## انتقادات به روش ABA (تحلیل رفتار کاربردی) و سایر روش‌های رفتارگرا
تحلیل رفتار کاربردی موضوع برخی مناقشات بوده است. به گزارش روزنامهٔ گاردین برخی از فعالان جنبش حقوق اوتیسم به خاطر استفاده از بیزارگرها این رویکرد را به تربیت سگ تشبیه کرده‌اند.
روش ABA و سایر روشهای رفتارگرا هم به دلیل پیشینه، هم به دلیل هدف‌گیری رفتارهای تکراری غیر مضر، هم به دلیل نبود شواهد کافی اثر بخشی و هم به دلیل تبعات منفی مورد انتقادات برخی از پژوهشگران و روانشناسان قرار دارد. در مورد پیشینه به این اشاره می‌شود که در گذشته که بر افراد همجنسگرا برچسب کجروی جنسی زده و همجنسگرایی اختلال دانسته می‌شد، از روش‌های رفتارگرا برای به اصطلاح درمان همجنسگرایی استفاده می‌کردند؛ بنابراین باید قبل از پرداختن به اثربخشی روش‌های رفتارگرا توجه کرد که اساساً رفتاری که از طریق این روش بناست تغییر کند، تا چه حد به دلیل کلیشه‌ها و انتظارات اجتماعی نامطلوب دانسته شده و تا چه حد نامطلوب بودن آن مرتبط با عوامل اجتماعی نیست و اهمیت روابط قدرت در تعیین مفاهیمی مانند چالش‌برانگیز و مطلوب/نامطلوب را در نظر داشت. از سوی دیگر برخی شواهد نشان می‌دهند که تفاوت عملکردی و نشانگانی مؤثری در رفتارهای موسوم به چالش‌برانگیز که حاصل استفاده از روش تقویت رفتاری مثبت (که از رایج‌ترین انواع ABA است) باشد، وجود ندارد. همچنین برخی پژوهش‌ها حاکی از آن هستند که روش ABA و روش‌های رفتارگرا می‌توانند خطراتی نظیر PTSD, افسردگی و احساس عدم اعتبار اجتماعی به همراه داشته باشند و شرطی سازی و پاداش و تنبیه در سن پایین برای پنهان کردن رفتارهای اوتستیک به خودپنداره و اعتماد به نفس فرد صدمه می‌زند. انتقادی دیگر نیز به این اشاره دارد که رفتارهای تکراری که در روش‌های رفتارگرا برای حذف آن‌ها تلاش می‌شود، در واقع کارکردهای مثبتی برقراری ارتباط و همچنین تخلیه و تنظیم حسی دارند.
با وجود برخی مدعاها نظیر این که روش کار تحلیل کاربردی رفتار تغییر کرده است، راهنماهای جدید همچنان استفاده از تکنیک‌های تبیهی را به عنوان آخرین راهکار یا در شرایطی که تغییر رفتار را فوری می‌دانند یا عامل تقویت کننده مثبت به اندازه کافی قوی نیست پیشنهاد می‌کنند. علاوه بر این قدرت لابی نهادهای حرفه ای این روش بسیار بالاست. استفاده از شوک الکتریکی به عنوان بیزارگر در مراکزی نظیر جاج روتنبرگ با وجود چند دهه انتقاد تنها در سال ۲۰۲۰ توسط سازمان غذا و داروی ایالات متحده ممنوع شد و با این حال در سال ۲۰۲۱ دیوان عالی رای به عدم صلاحیت سازمان غذا و دارو داد و این ممنوعیت رفع شد. انجمن بین‌المللی تحلیل رفتار (The Association for Behavior Analysis International) پس از سال‌ها فشار مدافعان حقوق معلولان و جنبش تنوع عصبی و فعالان حقوق بشر، تنها در سال ۲۰۲۲ حاضر شد تا اعلام کند شوک الکتریکی مورد تاییدش نیست.
فتارگرایی به اعتقاد برخی پژوهشگران اقتصادی سیاسی شکل داده و حول آن صنتعی پولساز و قدرتمند شکل گرفته است که با تبلیغات تقاضا برای این روش را در خانواده‌های کودکان اوتیستیک افزایش می‌دهد و با لابی گری سهم قابل توجهی از هزینه کردهای بیمه‌های اجتماعی و سلامت را به دست می‌آورد.